# Nick Brown
Nicholas Hugh Brown (ur. 13 czerwca 1950 r. w Hawkhurst w hrabstwie Kent) – brytyjski polityk, minister w pierwszym rządzie Tony’ego Blaira, były członek Partii Pracy.
Dorastał w Tunbridge Wells. Studiował na uniwersytecie w Manchesterze, a następnie pracował w dziale reklamy Procter and Gamble. W 1978 r. został doradcą prawnym północnego regionu GMBATU z siedzibą w Newcastle. W 1980 r. został wybrany do rady miasta Newcastle. W 1983 r. wygrał wybory do Izby Gmin w okręgu Newcastle upon Tyne East. W latach 1997–2024 reprezentował okręg wyborczy Newcastle upon Tyne East and Wallsend.
W 1985 r. został mówcą opozycji ds. prawnych. W 1988 r. został mówcą ds. finansowych a w 1994 r. został ministrem zdrowia w gabinecie cieni. Rok później został zastępcą Chief Whip of Labour Party. Po zwycięskich wyborach 1997 r. został Głównym Whipem oraz parlamentarnym sekretarzem skarbu. Na tych stanowiskach pozostał do 1998 r., kiedy to otrzymał tekę ministra rolnictwa, rybołówstwa i żywności oraz został członkiem ścisłego gabinetu.
W 1998 roku Brown dokonał swojego coming outu na łamach News of the World, ujawniając, iż jest gejem.
Urzędowanie Browna w ministerstwie rolnictwa przypadło na okres licznych epidemii chorób zwierzęcych, aż po epidemię pryszczycy w 2001 r. Polityka rządu wobec tych problemów była często krytykowana, mimo iż Brown wprowadził wówczas liczne udogodnienia dla farmerów, przemysłu żywnościowego oraz weterynarzy. Po wyborach 2001 r. Brown został usunięty z resortu rolnictwa i został ministrem stanu ds. pracy w departamencie pracy i emerytur. W czerwcu 2003 r. został usunięty z rządu. Wiadomość o tym otrzymał podczas partyjnego spotkania z okazji 20-lecia jego pracy deputowanego.
Brown zawsze był uznawany za stronnika Gordona Browna. Kiedy ten został premierem mianował Browna zastępcą Głównego Whipa oraz młodszym ministrem ds. północnego wschodu. Brown został również Skarbnikiem Dworu Królewskiego. Od października 2008 do czasu wyborów parlamentarnych w 2010, po raz drugi został parlamentarnym sekretarzem skarbu i głównym whipem rządu w Izbie Gmin (wcześniej sprawował te funkcje w latach 1997–1998). W latach 2016–2021 był głównym whipem opozycji w niższej izbie Parlamentu.
We wrześniu 2022 zastał zawieszony w prawach członka Partii Pracy. Przyczyną zawieszenia było postępowanie dyscyplinarne, które dotyczyło wydarzenia mającego miejsce 25 lat wcześniej. Nie ujawniono treści wniesionej przeciwko niemu skargi. W grudniu 2023 Nick Brown zrezygnował z członkostwa w Partii Pracy i ogłosił, że nie będzie kandydował w następnych wyborach parlamentarnych.